# ウィリアム・ピケンズ
ウィリアム・ピケンズ（William Pickens、1881年1月15日 - 1954年4月6日）は、アフリカ系アメリカ人の演説家、教育者、ジャーナリスト、エッセイスト、NAACPのメンバーだった。
彼は2つの自伝を書いた。最初に書いたのは『奴隷の相続人』（1911年）、2冊目は『爆発する柵（しがらみ）』（1923年）で、1919年の暴動における、アフリカ系アメリカ人に対する人種差別的攻撃と、1921年のリンチ事件をあつかった。

## 伝記
解放奴隷の息子として1881年1月15日にサウスカロライナ州で生まれ、アーカンソーで育った。
複数の学校で学んだ。タラデガ・カレッジ（1902年）とエール大学（1904年）から学位を、フィスク大学（1908年）から修士号、セルマ大学（1915年）から博士号を獲得。
ミニー・クーパー・マカルピンと結婚し、3人の子供がいた。
ピケンズはメソジストだった。
彼は、妻といっしょに豪華客船RMS「モレタニア」号（1938年建造）に乗って漫遊旅行をしている最中に死に、海に水葬された。
マイルス・デイヴィスの自伝によると、ピケンズはデイヴィスの大叔父に当たり、ピケンズがマーカス・ガーベイを批判していたために、（ガーベイを支持する）デイヴィスの父親はピケンズを嫌っていた。

## 経歴
ラテン語、ギリシャ語、ドイツ語に堪能で、母校タラデガ・カレッジやワイリー・カレッジで教鞭をとった。
また、モーガン州立大学の社会学教授・学部長だった。
また、「有色人種の進歩のための協会」（NAACP）の雄弁会員で、米国財務省の防衛貯蓄部門の長官を務めた。

## 著作物
- エイブラハム・リンカーン、人間と政治家、1909
- 奴隷の相続人、1910年から1911年（最初の自伝）
- フレデリック·ダグラスと自由の精神、1912
- 奴隷解放の50年、1913
- 分離政策・究極の効果、1915
- 新ネグロ：彼の政治的・市民的・精神的状態、および関連エッセイ、1916
- 民主主義にネグロは期待している、1919
- 「神々の復讐」と「リアル・アメリカン・カラー・ライン」と3つの物語、1922
- 破裂するしがらみ、ボストン：ヨルダン＆その他、1923（2冊目の自伝）
- アメリカのイソップ：黒人のユーモア、1926

## 参照
1. ↑  Okocha, Victor. Pickens, William (1881-1954) at blackpast.org,
2. ↑  Dumain, Ralph. William Pickens (1881-1954) at Who’s Who in Colored America